# 石井あみ (歌手)
石井 あみ（いしい あみ、9月14日 - ）は、日本の歌手。

## 経歴・人物
3歳よりピアノやトランペット、琴、ヒップホップダンスを習い、ダンスインストラクターである母の影響で幼少時より歌手になることを志す。
洗足学園音楽大学在学中よりYouTubeやInstagramなどのSNSで歌唱動画投稿や音楽ライブ配信活動を行い、2022年11月より合同会社bransicに所属する。
2023年1月8日、テレビアニメ「プリキュアシリーズ」第20作『ひろがるスカイ!プリキュア』にてオープニング主題歌およびエンディング主題歌を担当することが発表された。同年3月に洗足学園音楽大学を卒業した。
2024年2月18日、この日をもって所属していた合同会社bransicとのエージェント契約満了に伴い同社との契約を終了。同年4月18日からShinASAに所属している。

## ディスコグラフィ

### 歌手参加作品
| 発売日   | 商品名                                                                                          | 歌 | 楽曲                                                                       | 備考                                                           |
| 2022年   | 2022年                                                                                          | 2022年 | 2022年                                                                     | 2022年                                                         |
| -------- | ----------------------------------------------------------------------------------------------- | --- | -------------------------------------------------------------------------- | -------------------------------------------------------------- |
| 12月21日 | Machico♡プリキュアのうた!                                                                       | Machico | 「日曜日のともだち」                                                       | テレビアニメ『プリキュアシリーズ』関連曲 コーラス参加          |
| 2023年   |                                                                                                 | |                                                                            |                                                                |
| 3月22日  | ひろがるスカイ!プリキュア 〜Hero Girls〜/ヒロガリズム                                           | 石井あみ | 「ひろがるスカイ!プリキュア 〜Hero Girls〜」                               | テレビアニメ『ひろがるスカイ!プリキュア』オープニングテーマ    |
| 3月22日  | ひろがるスカイ!プリキュア 〜Hero Girls〜/ヒロガリズム                                           | 石井あみ、吉武千颯 | 「ヒロガリズム」                                                           | テレビアニメ『ひろがるスカイ!プリキュア』エンディングテーマ    |
| 5月31日  | 『ひろがるスカイ！プリキュア』 オリジナル・サウンドトラック1 プリキュア・サウンド・ミラージュ!! | 深澤恵梨香 | 「スカイミラージュ！トーンコネクト！」                                     | テレビアニメ『ひろがるスカイ!プリキュア』関連曲 コーラス参加   |
| 5月31日  | 『ひろがるスカイ！プリキュア』 オリジナル・サウンドトラック1 プリキュア・サウンド・ミラージュ!! | 深澤恵梨香 | 「ヒーローの出番です！」                                                   | テレビアニメ『ひろがるスカイ!プリキュア』関連曲 コーラス参加   |
| 5月31日  | 『ひろがるスカイ！プリキュア』 オリジナル・サウンドトラック1 プリキュア・サウンド・ミラージュ!! | 深澤恵梨香 | 「飛べ！ヒーローガール」                                                   | テレビアニメ『ひろがるスカイ!プリキュア』関連曲 コーラス参加   |
| 7月19日  | 『ひろがるスカイ！プリキュア』 ボーカルアルバム ～FLY TOGETHER!!!!!～                           | 石井あみ | 「ひろがるスカイ！プリキュア ～Hero Girls～(TVサイズ)」                    | テレビアニメ『ひろがるスカイ!プリキュア』関連曲                |
| 7月19日  | 『ひろがるスカイ！プリキュア』 ボーカルアルバム ～FLY TOGETHER!!!!!～                           | 石井あみ、北川理恵、Machico、吉武千颯 | 「Daybreak song」                                                          | テレビアニメ『ひろがるスカイ!プリキュア』関連曲                |
| 7月19日  | 『ひろがるスカイ！プリキュア』 ボーカルアルバム ～FLY TOGETHER!!!!!～                           | 石井あみ、吉武千颯 | 「Try Try Try」                                                            | テレビアニメ『ひろがるスカイ!プリキュア』関連曲                |
| 7月19日  | 『ひろがるスカイ！プリキュア』 ボーカルアルバム ～FLY TOGETHER!!!!!～                           | 石井あみ | 「シェアして！プリキュア Ami Ishii Ver.」                                  | テレビアニメ『ひろがるスカイ!プリキュア』関連曲                |
| 7月19日  | 『ひろがるスカイ！プリキュア』 ボーカルアルバム ～FLY TOGETHER!!!!!～                           | 石井あみ、吉武千颯 | 「ヒロガリズム(TVサイズ)」                                                 | テレビアニメ『ひろがるスカイ!プリキュア』関連曲                |
| 7月19日  | 『ひろがるスカイ！プリキュア』 ボーカルアルバム ～FLY TOGETHER!!!!!～                           | 石井あみ | 「Try Try Try ～ReMIX for Ami Ishii Ver.～」                               | テレビアニメ『ひろがるスカイ!プリキュア』関連曲                |
| 9月13日  | 『映画 プリキュアオールスターズF』テーマソングシングル                                          | 石井あみ、Machico | 「For "F"」                                                                | 劇場アニメ『映画 プリキュアオールスターズF』オープニングテーマ |
| 11月29日 | プリキュア ボーカルベストBOX 2018-2023                                                          | 池田彩、石井あみ、礒部花凜、うちやえゆか、北川理恵、工藤真由、黒沢ともよ、五條真由美、駒形友梨、佐々木李子、林ももこ、仲谷明香、後本萌葉、Machico、宮本佳那子、茂家瑞季、吉田仁美、吉武千颯 | 「DANZEN!ふたりはプリキュア 〜20th Anniversary〜 Precure Singers Edition」 | テレビアニメ「プリキュアシリーズ」関連曲                       |
| 11月29日 | プリキュア ボーカルベストBOX 2018-2023                                                          | 池田彩、石井あみ、礒部花凜、うちやえゆか、北川理恵、工藤真由、黒沢ともよ、五條真由美、駒形友梨、佐々木李子、林ももこ、仲谷明香、後本萌葉、Machico、宮本佳那子、茂家瑞季、吉田仁美、吉武千颯 | 「シェアして！プリキュア 〜20th Anniversary〜 Precure Singers Edition」    | テレビアニメ「プリキュアシリーズ」関連曲                       |
| 2024年   |                                                                                                 | |                                                                            |                                                                |
| 1月31日  | 『ひろがるスカイ！プリキュア』ボーカルベスト 〜KIZUNA◇ダイアモンド〜                            | 石井あみ | 「ひろがるスカイ!プリキュア 〜Hero Girls〜」                               | テレビアニメ『ひろがるスカイ!プリキュア』オープニングテーマ    |
| 1月31日  | 『ひろがるスカイ！プリキュア』ボーカルベスト 〜KIZUNA◇ダイアモンド〜                            | 石井あみ・北川理恵・Machico・吉武千颯 | 「Daybreak song」                                                          | テレビアニメ『ひろがるスカイ!プリキュア』関連曲                |
| 1月31日  | 『ひろがるスカイ！プリキュア』ボーカルベスト 〜KIZUNA◇ダイアモンド〜                            | 石井あみ、吉武千颯 | 「ヒロガリズム 〜Live Intro Ver.〜」                                       | テレビアニメ『ひろがるスカイ!プリキュア』関連曲                |
| 3月27日  | わんだふるぷりきゅあ！evolution!!/FUN☆FUN☆わんだふるDAYS!                                       | 石井あみ、後本萌葉 | 「FUN☆FUN☆わんだふるDAYS!」                                                | テレビアニメ『わんだふるぷりきゅあ!』エンディングテーマ        |
| 5月29日  | 『わんだふるぷりきゅあ!』オリジナル・サウンドトラック1                                          | 石井あみ、後本萌葉 | 「FUN☆FUN☆わんだふるDAYS！(TVサイズ)」                                     | テレビアニメ『わんだふるぷりきゅあ!』関連曲                    |
| 7月24日  | 『わんだふるぷりきゅあ!』ボーカルアルバム ～We are わんだふる!!!!～                             | 石井あみ | 「Wonderful Smile」 「わんだフル・わんデイ～Remix for Ami Ishii Ver.～」   | テレビアニメ『わんだふるぷりきゅあ!』関連曲                    |
| 7月24日  | 『わんだふるぷりきゅあ!』ボーカルアルバム ～We are わんだふる!!!!～                             | 石井あみ、後本萌葉 | 「FUN☆FUN☆わんだふるDAYS！(TVサイズ)」                                     | テレビアニメ『わんだふるぷりきゅあ!』関連曲                    |
| 7月24日  | 『わんだふるぷりきゅあ!』ボーカルアルバム ～We are わんだふる!!!!～                             | 石井あみ、後本萌葉、吉武千颯 | 「わんだフル・わんデイ」                                                   | テレビアニメ『わんだふるぷりきゅあ!』関連曲                    |
| 8月21日  | しあわせえぼりゅーしょん♡                                                                       | 石井あみ、後本萌葉 | 「しあわせえぼりゅーしょん♡〜こむぎ&いろはVer.〜」                         | テレビアニメ『わんだふるぷりきゅあ！』エンディングテーマ       |
| 8月21日  | しあわせえぼりゅーしょん♡                                                                       | 石井あみ、後本萌葉 | 「しあわせえぼりゅーしょん♡〜ユキ&まゆVer.〜」                             | テレビアニメ『わんだふるぷりきゅあ！』エンディングテーマ       |
| 2025年   |                                                                                                 | |                                                                            |                                                                |
| 3月26日  | キミとアイドルプリキュア♪ Light Up!/Trio Dreams                                                 | 石井あみ、熊田茜音、吉武千颯 | 「キミとアイドルプリキュア♪ Light Up!」                                    | テレビアニメ『キミとアイドルプリキュア♪』オープニングテーマ    |
| 7月23日  | キミとアイドルプリキュア♪ボーカルアルバム                                                       | 石井あみ、熊田茜音、吉武千颯 | 「いざ!アイドル」                                                          | テレビアニメ『キミとアイドルプリキュア♪』イメージソング        |
| 7月23日  | キミとアイドルプリキュア♪ボーカルアルバム                                                       | 石井あみ | 「キミとアイドルプリキュア♪ Light Up!〜Ami Ishii Ver.〜」                  | テレビアニメ『キミとアイドルプリキュア♪』イメージソング        |

### その他

#### Web動画
- Lantana Libraly「FILE:01「再再生」aim × Niiぽ」（Lantana Records、2022年7月15日） - 歌唱（aim名義）[1]
- Lantana Libraly「FILE:05「エール」FuHu × mimomo」（Lantana Records、2022年11月15日） - コーラス（aim名義）[1]
- Lantana Libraly「FILE:10「マチガイサガシ」」（Lantana Records、2023年3月15日） - 歌唱[1]
- Lantana Libraly「FILE:16「すれ違い」Noel」（Lantana Records、2023年7月25日） - コーラス[1]
- Lantana Libraly「FILE:19「あなたの次の恋人よ」」（Lantana Records、2023年10月15日） - 歌唱[11]

#### 映画
- 『サボテンと海底』（藤本颯監督、2023年2月17日公開） - 劇伴コーラス[1][12][リンク切れ]
- 『#からかい上手の高木さん』（今泉力哉監督、2024年5月31日公開） 劇中曲「キュン♡せっきん!!」 〜アニメ「100％片想い」オープニングソング〜 - 歌唱

#### CM
- 『廣東製薬_とうもろこしのひげ茶「ひげ茶ダンス！ノーマルmix30秒」篇』（2023年） - 歌唱・コーラス[1][12][リンク切れ]
- 『廣東製薬_とうもろこしのひげ茶「ひげ茶ダンス！ハイパーmix30秒」篇』（2023年） - 歌唱・コーラス[1][12][リンク切れ]

## 出演

### Web動画
- 「ひろがるスカイ!プリキュア〜みんなあつまれ!おうちでおひろめショー〜」（プリキュア公式YouTubeチャンネル、2023年2月4日）[13]
- 「ちはやお姉さんの見たい!聴きたい!伝えたい!」（マーベラス公式YouTubeチャンネル、2023年2月10日[14]、2023年3月23日[15]）

### イベント
- 「デリシャスパーティ♡プリキュア感謝祭」（2023年2月18日・2月19日、中野サンプラザホール）[16]
- 『ひろがるスカイ！プリキュア』主題歌シングル購入者限定 リリース記念ライブ（2023年5月3日、harevutai）[17]
- プリキュアシンガーズ　Premium LIVE HOUSE Circuit！vol.1 ＜2019-2023 Newest 5 Years ～広島公演～＞（2023年7月1日、BLUELIVE HIROSHIMA）[18]
- Animelo Summer Live 2023 -AXEL-（2023年8月26日、さいたまスーパーアリーナ、「Hero Girls!“サマー”スカイ！プリキュア」として出演）[19]
- ひろがるスカイ!プリキュアLIVE2023 Hero Girls Live 〜Max!Splash!GoGo!〜（2023年10月21日、パシフィコ横浜国立大ホール）[20][21]
- 全プリキュア 20th Anniversary LIVE!（2024年1月20日・21日、横浜アリーナ[22]）
- ひろがるスカイ！プリキュア 感謝祭（2024年2月17日・18日、TOKYO DOME CITY HALL[23]）
- AnimeJapan2024 マーベラスブース プリキュアシンガーミニステージ（2024年3月23日・24日、東京ビッグサイト）[24]
- わんだふるぷりきゅあ!LIVE2024 FUN☆FUN☆えぼりゅーしょん!（2024年10月12日、KT Zepp Yokohama[25]）
- わんだふるぷりきゅあ！感謝祭（2025年2月8日・9日、TOKYO DOME CITY HALL[26]）
- キミとアイドルプリキュア♪LIVE2025 You&I=We're IDOL PRECURE（2025年10月18日、パシフィコ横浜国立大ホール[27]）